# Centre Fraternal (Palafrugell)
El Centre Fraternal és un casino cultural i ateneu de Palafrugell (Baix Empordà) actiu des del 1887. L'edifici del segle xix on té la seu està inclòs en l'Inventari del Patrimoni Arquitectònic de Catalunya.

## Edifici
És un edifici de grans dimensions, de planta baixa i pis principal, que fa cantonada entre la plaça Nova i el carrer de Sant Sebastià. Un edifici annex, on hi ha la sala d'actes i altres dependències, arriba fins al carrer de les Ànimes. La façana principal, a la plaça Nova, forma un interessant conjunt unitari amb la del Cercle Mercantil, de tipologia similar. Presenta una distribució simètrica de les obertures; les de la planta baixa són rectangulars (tres finestres centrals i dues portes laterals). En un nivell elevat d'aquesta planta hi ha altres cinc obertures de tipologia similar que il·luminen la sala interior. Al pis principal hi ha un balcó corregut central de tres obertures d'arc de mig punt sostingut per mènsules decorades i que té, a banda i banda, una finestra de la mateixa tipologia. El coronament és amb cornisa sostinguda per mènsules senzilles i barana d'obra amb balustres de terra cuita. La façana del carrer de Sant Sebastià és de tipologia similar a la principal. El centre conserva encara interessants espais interiors.

## Història

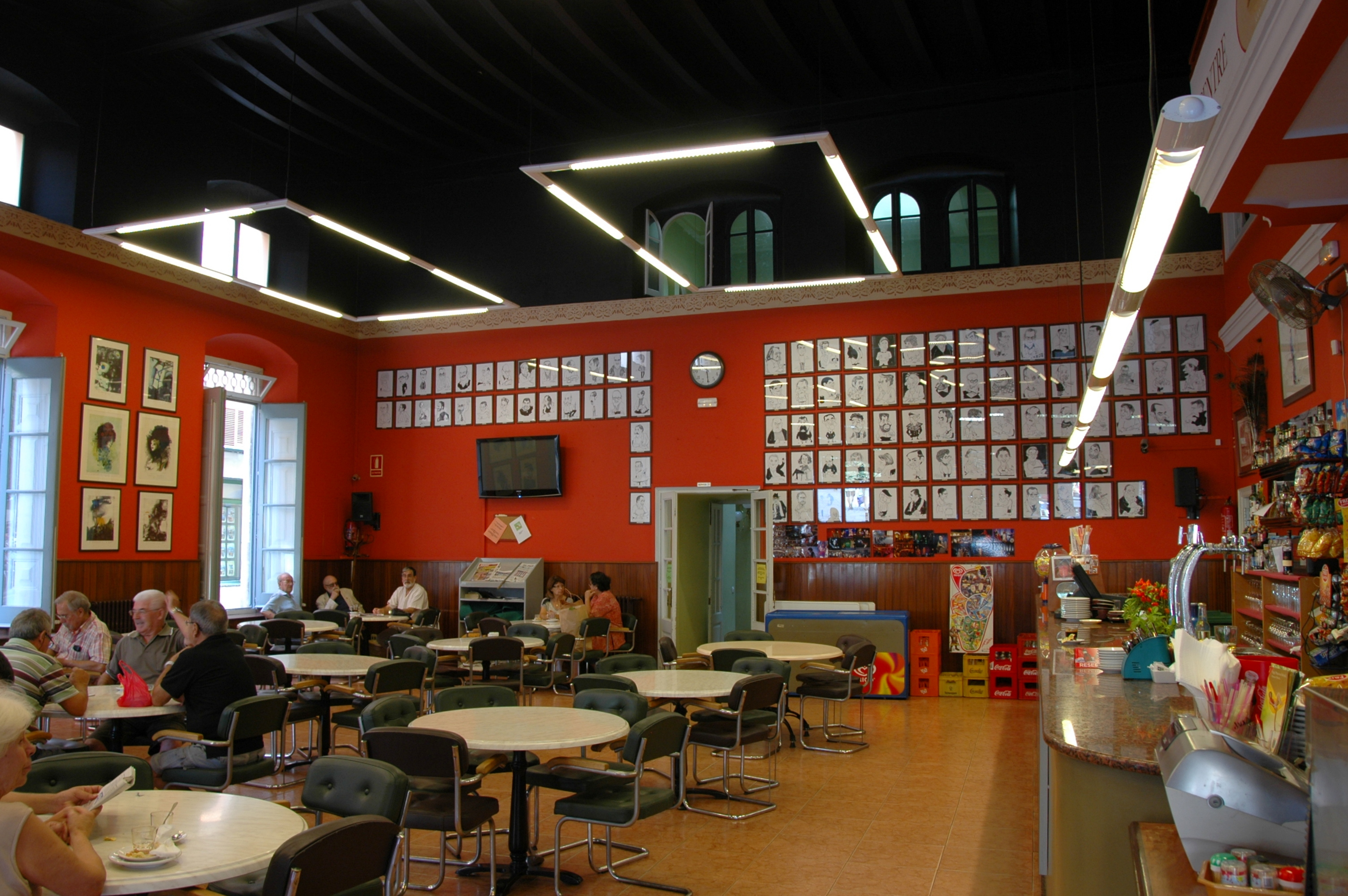
Interior

El Centre Fraternal de Palafrugell i altres societats de la vila i del Baix Empordà nasqueren en plena industrialització surotapera i els aires liberals del segle xix. La construcció de l'edifici fou aprovada per l'ajuntament l'any 1878, segons consta a l'Arxiu Municipal de Palafrugell, un any després que l'edifici veí del Cercle Mercantil. Va ser construït pel mestre d'obres Miquel Barreda i era propietat de Manuel Jubert i Marquès.
El Centre Fraternal es va constituir el novembre de 1887 i se situà al carrer de Sant Martí. El 1894 es traslladà al número 1 del carrer de Santa Margarida, al lloc de l'actual Teatre Municipal de Palafrugell, llavors ocupat pel cafè El Siglo. El novembre de 1897 es decidí comprar el local de l'actual emplaçament a la plaça Nova que en aquells moments estava ocupat pel cafè d'Orient i el Casino l'Aliança. El Centre Fraternal era considerat el casino de la gent treballadora, en contraposició al seu veí, el Cercle Mercantil, de la mateixa època i estil.
Es va reformar l'edifici segons projecte de l'arquitecte Martí Sureda i Deulovol i el juny de 1898 s'inaugurà el nou local. La font principal d'ingressos consistia en la quota dels socis, però també l'explotació del cafè o consergeria.
Al centre s'hi celebraven conferències i es va crear una biblioteca que a partir del 1931 es traslladà al primer pis de l'edifici, lloc a on encara és actualment. També s'hi organitzaven diverses activitats musicals, representacions de teatre i sessions de cinema. Durant el període franquista, entre 1939 i 1977, el Centre Fraternal fou obligat a canviar el nom pel de Centro Español, però el 1977 va recuperar la seva denominació original. El Centre Fraternal és l'únic conservat actiu dels nombrosos casinos que tingué la vila de Palafrugell des del segle xix i que van ser representatius dels diferents grups socials i tendències polítiques.
El 2014 va rebre el Diploma al mèrit ciutadà que atorga l'Ajuntament de Palafrugell «com a reconeixement a la seva aportació social i cultural a la vida cívica de Palafrugell, així com pel servei realitzat durant la seva llarga trajectòria durant més de 125 anys». Va recollir la distinció, en representació del Centre Fraternal, el seu president, Marià Júdez.

## Història arxivística
El fet que el Centre Fraternal neixi de la secessió de la societat El Palafrugellense i que part dels antics socis siguin els fundadors d'aquesta nova societat fa que es trobin documentació del casino El Palafrugellense dins del fons del Centre Fraternal.
El fons documental permet conèixer el funcionament del Centre Fraternal, quines activitats s'hi realitzaven i la seva evolució des de finals del segle xix i xx. És interessant la correspondència dels anys 30, sobretot durant la Guerra Civil; en les cartes es fa referència a la dificultat d'aconseguir subministraments per al cafè o als problemes per poder fer arribar la premsa internacional a causa de la guerra. Són abundants els cartells relacionats amb els balls i altres activitats i també els cartells de cinema.
La documentació es conservava al Centre Fraternal, i una part es trobava a les golfes de l'edifici. La documentació afectada per fongs i per coloms va estar tractada l'octubre de 2009. Actualment el fons documental es troba a l'Arxiu Municipal de Palafrugell. El catàleg de la biblioteca del Centre Fraternal de Palafrugell des del seu origen fins al 1940 va ser elaborat per Lluís Maruny.